# Закаленен
Закаленен — упразднённая в 1947 году деревня, историческая часть посёлка Воротыновка в Черняховском районе (муниципальном округе) Калининградской области России.

## География
Находилась в центральной части региона, в зоне хвойно-широколиственных лесов, на берегe реки Тыльжа, на расстоянии примерно 17 километров (по прямой) к северо-востоку от города Черняховска, административного центра района. Абсолютная высота — 52 метра над уровнем моря.

### Климат
Климат характеризуется как переходный от морского к умеренно континентальному. Среднегодовая температура воздуха — 8,3 °C. Средняя температура воздуха самого холодного месяца (января) — −0,9 °C (абсолютный минимум — −35 °C); самого тёплого месяца (июля) — 18,5 °C (абсолютный максимум — 37 °C). Период температуры воздуха выше 0 °C составляет 274 дня. Длительность вегетационного периода — 180—200 дней. Годовое количество атмосферных осадков — 850—900 мм, из которых большая часть выпадает в тёплый период.

## Топоним
При Гитлере названия деревень подвергались германизации в ходе кампании по ликвидации в Третьем Рейхе топонимики древнепрусского происхождения. Так, соседние деревни Ширайде до 1936 года называлась Сцирандсцен, в 1936—1938 годах — Ширандшен, вариант написания Жиранджен, Релен до 1938 года Эррелен или Еррелен, Фалькенорт до 1938 года назывался Закаленен.

## История
Деревня относилась к исторической области Надровия. В составе Германии (Восточная Пруссия) до 1945 года. По итогам Второй мировой войны вошла в состав СССР.
В январе 1945 года в районе деревни шли ожесточенные бои.
В 1947 году был образован посёлок Воротыновка путём объединения Ширайде, Релена и Фалькенорта.